# Bezděkov (district de Pardubice)
Pour les articles homonymes, voir Bezděkov.
Bezděkov (en allemand : Besdiekau) est une commune rurale du district et de la région de Pardubice, en République tchèque. Sa population s'élevait à 334 habitants en 2022.

## Géographie
Bezděkov se trouve à 11 km au nord-nord-ouest de Pardubice, à 11 km au sud-ouest de Hradec Králové et à 94 km à l'est de Prague.
La commune est limitée par Pardubice au nord, par Barchov à l'est, par Jeníkovice et Choltice au sud, et par Veselí et Valy à l'ouest.

## Histoire
La première mention écrite du village date de 1378.

## Transports
Par la route, Bezděkov se trouve à 9 km de Přelouč, à 12 km de Pardubice et à 106 km de Prague. 